# Гейл Келлі
Гейл Келлі (англ. Gail Kelly, до шлюбу Керрер, нар. 25 квітня 1956) — австралійська підприємиця в банківській сфері, авторка автобіографії. У 2002 році стала першою жінкою — генеральним директором великого австралійського банку або компанії з топ-15. У 2005 році стала найбільш високооплачуваною жінкою в австралійській корпорації. Колишня головна виконавча директорка (CEO) Westpac (з 2008 по 2015). У 2010 році названа Forbes 8-ю найвпливовішою жінкою світу.

## Біографія

### Ранні роки і освіта
Народилася в Преторії, що у Південній Африці. Навчалася в Кейптаунському університеті, де здобула ступінь мистецтва за спеціальністю історія та латинська мова, а також диплом про освіту. В грудні 1977 одружилася з Алланом Келлі.

### Вчителька
Переїхала з чоловіком до Родезії (нині Зімбабве), де викладала латинську мову в Falcon College, а чоловік служив у родезійській армії. Пізніше повернулися до Південної Африки, де Гейл Келлі викладала в державній середній школі.

### Банківська справа
Почала працювати в банку Nedcor у 1980 році касиркою, але її швидко перевели на прискорену програму навчання. Вагітна старшою донькою, розпочала навчання на ступінь магістра ділового адміністрування та закінчила його з відзнакою в 1987 році. У 1990 році стала керівницею відділу кадрів у Nedcor. Протягом 1992-1997 років обіймала низку посад генеральної менеджерки в Nedcor, зокрема, у сфері платіжних карток та персонального банкінгу.
У червні 1997 вона прилетіла до Сіднея, де провела співбесіди з чотирма великими банками, а в липні 1997 була призначена на керівну посаду в Commonwealth Bank.

### Кар'єра в Австралії
У жовтні 1997 року Гейл Келлі почала працювати генеральною менеджеркою зі стратегічного маркетингу в Commonwealth Bank. До 2002 року очолювала Відділ обслуговування клієнтів, відповідальний за управління розгалуженою мережею відділень Commonwealth Bank.
У січні 2002 вступила на посаду генеральної директорки St. George Bank — у той час St. George Bank розглядався як можлива мета поглинання (особливо після купівлі Colonial State Bank Commonwealth Bank), але Келлі збільшила прибутковість банку та досягла значно вищих рівнів рентабельності активів. У листопаді 2004 року St. George Bank підвищив зарплату Келлі та продовжив її контракт на невизначений термін, при цьому капіталізація банку зросла на 3 мільярди доларів США з початку її терміну на посаді генеральної директорки. Австралійський банківський та фінансовий журнал присудив їй нагороду як найкращому керівнику відділу фінансових послуг у 2003 та 2004 роках.
17 серпня 2007 Келлі оголосила про свою відставку з посади генеральної директорки St. George Bank, щоб зайняти ту ж посаду в Westpac з 2008 року, де почала працювати 1 лютого 2008 року.
12 травня 2008 Келлі оголосила про злиття Westpac і St. George Bank. Злиття було схвалено Федеральним судом Австралії та завершено 26 травня 2008. Результатом злиття стала нова об'єднана Westpac Group, яка має 10 мільйонів клієнтів, 25 % австралійського ринку житлових кредитів і інвестиційні фонди в розмірі 108 мільярдів доларів під управлінням.
13 листопада 2014 Келлі оголосила, що 1 лютого 2015 піде у відставку з посади генеральної директорки Westpac Group.
1 серпня 2017 Грейс Келлі випустила свою першу книгу Live Lead Learn: My Stories of Life and Leadership (Viking, відбиток Penguin Random House).